# Nani sulle spalle di giganti

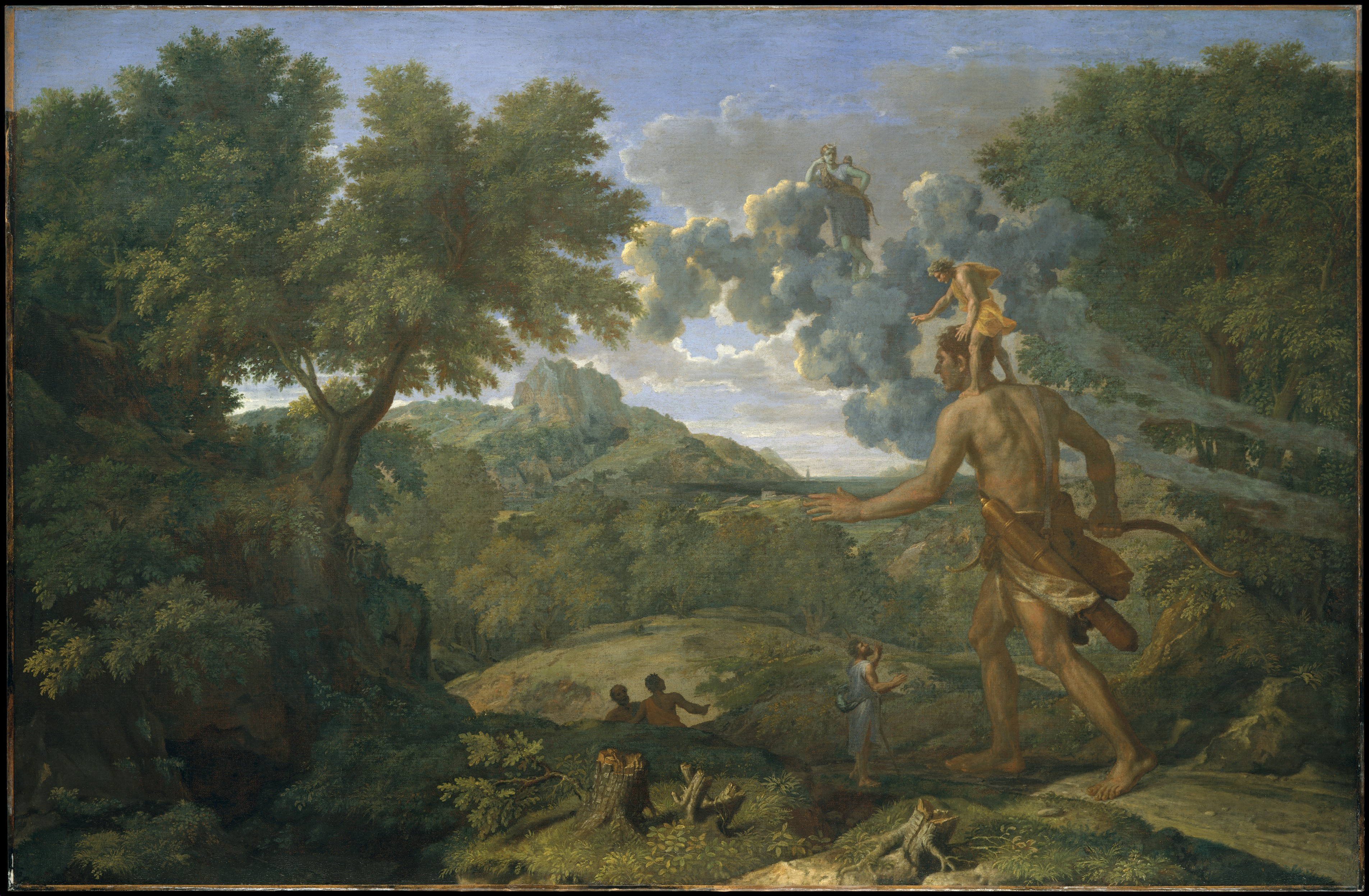
Dipinto di Nicolas Poussin, 1658

La metafora dei nani sulle spalle dei giganti (in latino nanos gigantum humeris insident), risalente al XII secolo ed attribuita a Bernardo di Chartres, esprime la convinzione dei pensatori medievali di ritenersi minuscoli rispetto ai grandi sapienti del passato, eppure di poterli sopravanzare e progredire proprio in virtù delle acquisizioni di quest'ultimi.

## Storia del concetto
L'attribuzione della frase a Bernardo, esponente della scuola di Chartres, è dovuta a Giovanni di Salisbury, che scrisse nel suo Metalogicon:
Bernardo in questo modo esprime la concezione tipicamente cristiana-medievale della storia come progresso, orientata cioè verso un'evoluzione nonostante apparenti e momentanei periodi oscuri, confrontando gli studiosi suoi contemporanei del XII secolo con gli antichi studiosi della Grecia e di Roma, rispetto ai quali essi sono come nani ma possono vedere meglio il futuro che li attende.

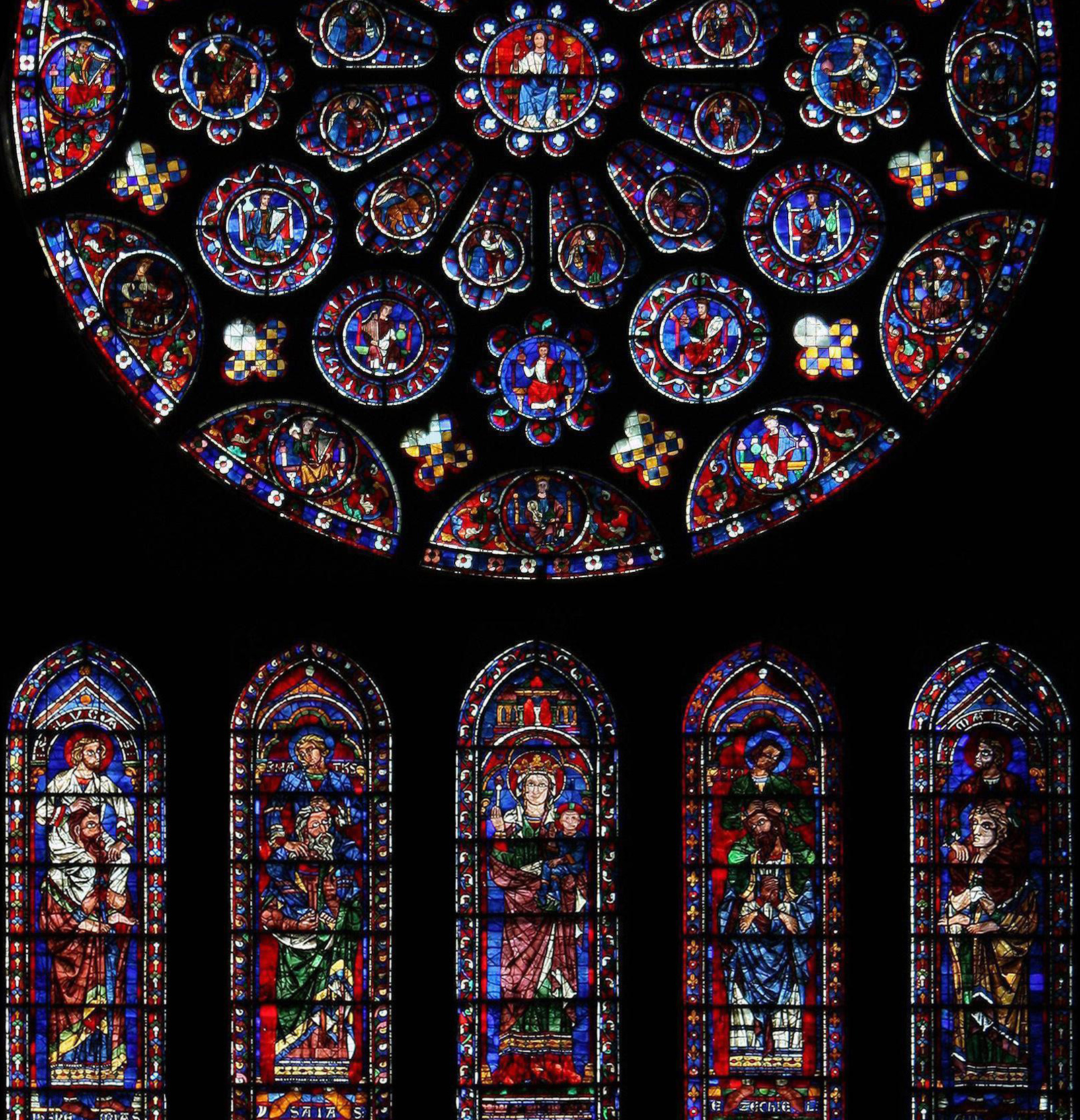
Illustrazione degli evangelisti del Nuovo Testamento in piedi sulle spalle dei profeti dell'Antico Testamento, che guardano dall'alto il Messia (dal rosone sud della cattedrale di Chartres)

Secondo Umberto Eco, tuttavia, la prima attestazione della frase risalirebbe a Prisciano, come attestato da Guglielmo di Conches.
L'immagine visiva dei nani sulle spalle di giganti si presenta in maniera simile anche nelle vetrate del transetto sud della cattedrale di Chartres, sotto il rosone, riferita in questo caso ai quattro principali profeti della Bibbia (Isaia, Geremia, Ezechiele e Daniele) mostrati come figure gigantesche rispetto ai quattro evangelisti del Nuovo Testamento (Matteo, Marco, Luca e Giovanni) che sono figure di dimensioni normali, sedute sulle loro spalle. Quest'ultimi, sebbene più piccoli, vedono più lontano dei grandi profeti, poiché sperimentarono il Messia di cui gli antichi profeti avevano solamente parlato.
La frase compare anche nelle opere del mosaicista ebreo Isaia da Trani (1180–1250).
In età moderna l'espressione fu resa familiare nella lingua inglese da Isaac Newton, che nel 1675 scriveva: «Se ho visto più lontano, è perché sono salito sulle spalle dei giganti».
Ritorna inoltre nel lessico di Nietzsche e altri autori.